# 29 mai en sport
29 avril 29 juin
Chronologies thématiques
- Croisades
- Ferroviaires
- Disney

Le 29 mai (149e jour de l'année ou 150e en cas d'année bissextile) en sport.

## Événements

### XIXesiècle
- 1865 :
  - (Football) : fondation du club de football anglais de Nottingham Forest[1].
  - (Rugby à XV) : fondation des clubs de Bath et de Hull FC.
- 1892 :
  - (Cyclisme) : première édition de la course cycliste Liège-Bastogne-Liège. Le Belge Léon Houa s’impose.
- 1898 :
  - (Compétition automobile) : Bordeaux-Agen remporté par Petit.

### XXesièclede1901à1950
- 1910 :
  - (Football) : le Patronage Olier est champion de France CFI en s'imposant en finale du Trophée de France 2-0 face au CA Vitry.
- 1919 :
  - (Football) : le Brésil remporte la troisième édition de la Copa América aux dépens de l'Uruguay après prolongation.
- 1921 :
  - (Compétition automobile) : Targa Florio.
- 1927 :
  - (Rugby à XV) : le Stade toulousain remporte le Championnat de France de rugby en s'imposant 19-9 en finale face au Stade français.
- 1932 :
  - (Compétition automobile) : Eifelrennen.
- 1937 :
  - (Athlétisme) : les Américains Bill Sefton et Earle Meadows portent le record du monde du saut à la perche à 4,54 mètres.
- 1939 :
  - (Athlétisme) : Dorothy Odam porte le record du monde féminin du saut en hauteur à 1,66 mètre.

### XXesièclede1951à2000
- 1955 :
  - (Football) : le LOSC Lille remporte la Coupe de France en s'imposant 5-2 en finale face aux Girondins de Bordeaux.
- 1960 :
  - (Compétition automobile) : deuxième grand prix de F1 de la saison 1960 à Monaco, remporté par Stirling Moss sur Lotus-Climax.
- 1964 :
  - (Athlétisme) : l'Américain Dallas Long améliore son propre record du monde du lancer du poids avec un lancer à 20,20 mètres.
- 1965 :
  - (Athlétisme) : l'Américain Ralph Boston améliore son propre record du monde du saut en longueur avec une marque à 8,35 mètres.
- 1968 :
  - (Football) : Manchester United remporte la Coupe des clubs champions européens en s'imposant 4-1 en finale face au Benfica Lisbonne.
- 1974 :
  - (Football) : le Feyenoord Rotterdam remporte la Coupe UEFA en s'imposant en finale face à Tottenham Hotspur.
- 1976 :
  - (Athlétisme) : Earl Bell porte le record du monde du saut à la perche à 5,67 mètres.
- 1977 :
  - (Rugby à XV) : l'AS Béziers remporte le Championnat de France de rugby en s'imposant 12-4 en finale face à l'USA Perpignan.
- 1980 :
  - (Rallye automobile) : arrivée du Rallye de l'Acropole.
- 1982 :
  - (Rugby à XV) : le SU Agen remporte le Championnat de France de rugby en s'imposant 18-9 en finale face à l'Aviron bayonnais.
- 1983 :
  - (Athlétisme) : l'athlète soviétique Lyudmila Bragina établit un nouveau record du monde du 10 000 mètres (31 min 35 s 01) dépassant le précédent record détenue par l'Américaine Mary Decker. Le même jour, le Soviétique Youri Doumtchev bat le record du monde du lancer du disque avec un jet à 71,86 mètres effaçant le précédent record de Wolfgang Schmidt.
- 1985 :
  - (Football) : le drame du Heysel fait 39 morts. La Juventus remporte la Coupe des clubs champions européens en s'imposant 1-0 en finale face au Liverpool FC.
- 1988 :
  - (Formule 1) : Grand Prix automobile du Mexique.
- 1991 :
  - (Football) : l'Étoile rouge Belgrade remporte la Coupe des clubs champions européens en s'imposant aux tirs au but en finale face à l'Olympique de Marseille.
- 1994 :
  - (Formule 1) : Grand Prix automobile d'Espagne.
- 1999 :
  - (Football) : les Girondins de Bordeaux remportent le Championnat de France.
  - (Rugby à XV) : le Stade toulousain remporte le Championnat de France de rugby en s'imposant 15-11 en finale face à l'AS Montferrand.

### XXIesiècle
- 2004 :
  - (Football) : le Paris Saint-Germain remporte la Coupe de France en s'imposant 1-0 en finale face à La Berrichonne de Châteauroux.
- 2005 :
  - (Cyclisme sur route / Tour d'Italie) : l'Italien Paolo Savoldelli remporte la 88e édition du Giro devant son compatriote Gilberto Simoni (2e à 28 s) et le Vénézuélien José Rujano (3e à 45 s).
  - (Formule 1) : Grand Prix d'Europe.
- 2010 :
  - (Rugby à XV) : l'ASM Clermont Auvergne remporte pour la première fois de son histoire le Championnat de France de rugby en s'imposant 19-06 en finale face à l'USA Perpignan.
- 2011 :
  - (Formule 1) : Sebastian Vettel (Red Bull-Renault) remporte Grand Prix de Monaco devant Fernando Alonso (Ferrari) et Jenson Button ( McLaren-Mercedes) et conserve la tête du championnat avec 143 points, devant Lewis Hamilton, 85 points.
  - (Handball) : le FC Barcelone remporte sa huitième Ligue des champions en battant en finale BM Ciudad Real.
- 2016 :
  - (Compétition automobile) :
    - (Formule 1) : Lewis Hamilton remporte le Grand Prix de Monaco, sa première victoire de la saison devant Daniel Ricciardo et Sergio Pérez complète le podium. 7e, Nico Rosberg conserve la tête du Championnat du monde.
    - (IndyCar) : pour sa première, Alexander Rossi remporte les 500 miles d'Indianapolis, qui fêtent leur 100e édition.

  - (Cyclisme sur route / Tour d'Italie) : l'Italien Vincenzo Nibali remporté le Tour d'Italie pour la 2e fois de sa carrière, à Turin. L'Allemand Nikias Arndt s'impose sur la 21e étape du Tour d'Italie 2016.
- 2019 :
  - (Cyclisme sur route / Tour d'Italie) : sur la 17e étape du Tour d'Italie 2019 qui se déroule entre Commezzadura et Anterselva, sur une distance de 180 km, victoire du français Nans Peters. L'Équatorien Richard Carapaz conserve le maillot rose.
  - (Football /Ligue Europa) : en finale de la Ligue Europa qui se dispute en Azerbaïdjan, au Stade olympique de Bakou, victoire de Chelsea contre son homologue anglais Arsenal sur le score de 4 à 1.
- 2021 :
  - (Cyclisme sur route / Tour d'Italie) : sur la 20e étape du Tour d'Italie qui se déroule entre Verbania et Alpe Motta, sur une distance de 164 km, victoire de l'Italien Damiano Caruso. Le Colombien Egan Bernal conserve le maillot rose.
  - (Football / Ligue des champions de l'UEFA) : en finale de la Ligue des champions qui se dispute au Stade du Dragon à Porto au Portugal, victoire de Chelsea contre son homologue anglais Manchester City 1 but à 0.
- 2024 :
  - (Football / Ligue Europa Conférence) : le club grec de l'Olympiakós remporte le premier trophée international de son histoire à la suite de sa victoire 1-0, après prolongations, en finale de la Ligue Europa Conférence contre la Fiorentina.

## Naissances

### XIXesiècle
- 1852 :
  - William Brown, joueur de rugby à XV écossais. (5 sélections en équipe nationale). († 24 mars 1876).
- 1866 :
  - Fernand Charron, cycliste sur route et pilote automobile et ensuite industriel français. († 13 août 1928).
- 1879 :
  - César Simar, cycliste sur piste français.  Médaillé d'argent du demi-fond aux championnats du monde 1904. († 23 octobre 1934).
- 1882 :
  - André Pottier, cycliste sur route français. († 29 juillet 1976).
- 1887 :
  - André Trousselier, cycliste sur route français. Vainqueur de Liège-Bastogne-Liège 1908. († 16 avril 1968).
- 1892 :
  - Mario Massa, nageur italien. († 16 février 1956).
- 1897 :
  - Joseph Koetz, footballeur luxembourgeois. (11 sélections en équipe nationale). († 13 juin 1976).

### XXesièclede1901à1950
- 1904 :
  - Hubert Opperman, cycliste sur route australien. († 18 avril 1996).
- 1909 :
  - Red Horner, hockeyeur sur glace canadien. († 27 avril 2005).
- 1910 :
  - Ralph Metcalfe, athlète de sprint puis homme politique américain. Médaillé d'argent du 100 m et de bronze du 200 m aux Jeux de Los Angeles 1932 puis champion olympique du relais 4 × 100 m et médaillé d'argent du 100 m aux Jeux de Berlin 1936. († 10 octobre 1978).
- 1913 :
  - Tony Zale, boxeur américain. Champion du monde poids moyens de boxe de 1940 à 1947 et en 1948. († 20 mars 1997).
- 1922 :
  - Joe Weatherly, pilote de NASCAR américain. († 19 janvier 1964).
- 1935 :
  - Jean-Pierre Escalettes, dirigeant de football français. Président de la FFF de 2005 à 2010.
  - Bruno Rodzik, footballeur français. (21 sélections en équipe de France). († 12 avril 1998).
- 1937 :
  - Alwin Schockemöhle, cavalier de saut d'obstacles allemand. Champion olympique par équipes aux Jeux de Rome 1960, médaillé de bronze par équipes aux Jeux de Mexico 1968 puis champion olympique en individuel et médaillé d'argent par équipes aux Jeux de Montréal 1976. Champion d'Europe de saut d'obstacles en individuel et par équipes 1975.
- 1938 :
  - Fay Vincent, dirigeant de baseball américain. Commissaire des MLB de 1989 à 1992. († 1er février 2025).
- 1939 :
  - Al Unser, pilote de courses automobile américain. Vainqueur des 500 miles d'Indianapolis 1970, 1971, 1978 et 1987 († 9 décembre 2021).
- 1946 :
  - Hector Yazalde, footballeur argentin. (10 sélections en équipe nationale). († 18 juin 1997).
- 1950 :
  - Gilles Bertran de Balanda, cavalier de saut d'obstacles français. Champion du monde de saut d'obstacles par équipes 1982 et 2002
  - Lesley Hunt, joueuse de tennis australienne. Victorieuse de la Fed Cup 1971.

### XXesièclede1951à2000
- 1953 :
  - Alain Weisz, basketteur puis entraîneur français. Sélectionneur de l'équipe de France de 2000 à 2003.
- 1954 :
  - John Hencken, nageur américain. Champion olympique du 200 m brasse et médaillé de bronze du 100 m brasse aux Jeux de Munich 1972 puis champion olympique du 100 m brasse et du 4 × 100 m 4 nages puis médaillé d'argent du 200 m brasse aux Jeux de Montréal 1976. Champion du monde de natation du 100 m brasse et du 4 × 100 m 4 nages 1973.
  - Jacqueline Todten, athlète de lancer de javelot est-allemande puis allemande. Médaillée d'argent aux Jeux de Munich 1972.
- 1955 :
  - Frank Baumgartl, athlète de haies est-allemand puis allemand. Médaillé de bronze du steeple aux Jeux de Montréal 1976. († 26 août 2010).
- 1959 :
  - Daniel Xuereb, footballeur puis entraîneur français. Champion olympique aux Jeux de Los Angeles 1984. (8 sélections en équipe de France).
- 1962 :
  - Eric Davis, joueur de baseball américain.
  - Scott Tucker, pilote de courses automobile américain.
- 1963 :
  - Ukyo Katayama, pilote de F1 et de course automobile d'endurance japonais.
  - Claude Loiselle, hockeyeur sur glace canadien.
- 1965 :
  - Jarmo Myllys, hockeyeur sur glace puis entraîneur finlandais.
  - Emilio Sánchez, joueur de tennis espagnol. Médaillé d'argent en double aux Jeux de Séoul 1988.
- 1966 :
  - Bertrand Amoussou, champion de Judo, Jujitsu fighting français. Premier président de la commission française de MMA.
  - Jean Van de Velde, golfeur français.
- 1967 :
  - Mike Keane, hockeyeur sur glace canadien.
  - Heidi Mohr, footballeuse allemande. Championne d'Europe de football féminin 1989 et 1991. (104 sélections en équipe nationale). († 7 février 2019).
- 1969 :
  - Raphaël Gaume, entraîneur de basket-ball français.
- 1971 :
  - Éric Lucas, boxeur canadien. Champion du monde poids super-moyens de boxe de 2001 à 2003.
  - Bernd Mayländer, pilote de course automobile d'endurance allemand.
- 1973 :
  - Arto Hanni, volleyeur finlandais.
- 1974 :
  - Alessio Galasso, joueur de rugby français. (2 sélections en équipe de France).
- 1975 :
  - Jason Allison, hockeyeur sur glace canadien.
- 1976 :
  - Cláudio Caçapa, footballeur brésilien. (4 sélections en équipe nationale).
- 1977 :
  - Massimo Ambrosini, footballeur italien. Vainqueur de la Ligue des champions 2003 et 2007. (35 sélections en équipe nationale).
- 1978 :
  - Sébastien Grosjean, joueur de tennis français. Vainqueur de la Coupe Davis 2001. Capitaine de l'Équipe de France de Coupe Davis depuis 2019.
- 1979 :
  - Arne Friedrich, footballeur allemand. (82 sélections en équipe nationale).
  - Ismaïla Sy, basketteur français.
- 1981 :
  - Andreï Archavine, footballeur russe. Vainqueur de la Coupe UEFA 2008. (75 sélections en équipe nationale).
  - Rochelle Clark, joueuse de rugby anglaise. Championne du monde de rugby à XV 2014. Victorieuse des Grand Chelem 2003, 2006, 2007, 2008, 2010, 2011, 2012 et du Tournoi des Six Nations féminin 2009. (103 sélections en équipe nationale).
- 1982 :
  - William Gradit, basketteur français. (14 sélections en équipe de France).
  - Bjarte Myrhol, handballeur norvégien. Vainqueur des Coupe EHF 2008 et 2013. (199 sélections en équipe nationale).
- 1983 :
  - Jean II Makoun, footballeur franco-camerounais. (68 sélections avec l'équipe du Cameroun).
  - Yevgenia Polyakova, athlète de sprint russe.
- 1984 :
  - Carmelo Anthony, basketteur américain. Médaillé de bronze aux Jeux d'Athènes 2004, champion olympique aux Jeux de Pékin 2008, aux Jeux de Londres 2012 puis aux Jeux de Rio 2016. (63 sélections en équipe nationale).
  - Gabriel Gómez, footballeur panaméen. (123 sélections en équipe nationale).
  - Gauthier Grumier, épéiste français. Champion olympique de l'épée par équipes et médaillé de bronze en individuel aux Jeux de Rio 2016. Champion du monde d'escrime par équipes 2006, 2009, 2010, 2011 et 2014. Champion d'Europe d'escrime par équipes 2003, 2011 et 2016, champion d'Europe d'escrime en individuel et par équipes 2015.
- 1985 :
  - Paul Aiton, joueur de rugby à XIII papou. (12 sélections en équipe nationale).
  - Nathan Horton, hockeyeur sur glace canadien.
  - Dmitry Sotnikov, pilote de camions de rallye-raid russe.
- 1986 :
  - Wilfried Louisy-Daniel, footballeur français.
- 1987 :
  - Kenny de Schepper, joueur de tennis français.
  - Janika Sprunger, cavalière de sauts d'obstacles suisse.
- 1988 :
  - Tobin Heath, footballeuse américaine. Championne olympique aux Jeux de Londres 2012. Championne du monde de football 2015. (116 sélections en équipe nationale).
  - Carmen Martín, handballeuse espagnole. Médaillée de bronze aux Jeux de Londres 2012. Victorieuse de la Ligue des champions de handball féminin 2016. (195 sélections en équipe nationale).
  - Steve Mason, hockeyeur sur glace canadien.
- 1989 :
  - David Meyler, footballeur irlandais. (17 sélections en équipe nationale).
  - Jennifer Pettke, volleyeuse allemande. (39 sélections en équipe nationale).
  - Noora Räty, hockeyeuse sur glace finlandaise. Médaillée de bronze aux Jeux de Vancouver 2010.
- 1990 :
  - Joe Biagini, joueur de baseball américain.
  - Ramil Guliyev, athlète de sprint turc.
  - Thibaut Pinot, cycliste sur route français.
  - Trey Thompkins, basketteur américain.
- 1991 :
  - Brecht Dejaegere, footballeur belge.
  - Oskar Eriksson, curleur suédois. Médaillé de bronze aux Jeux de Sotchi 2014 et d'argent aux Jeux de Pyeongchang 2018.
  - Alena Hanušová, basketteuse tchèque. Victorieuse de l'Euroligue féminine 2015.
  - Steven Matz, joueur de baseball américain.
  - Casey Prather, basketteur américain.
- 1992 :
  - Alessandro Tonelli, cycliste sur route italien.
- 1993 :
  - Richard Carapaz, cycliste sur route équatorien.
  - Jana Čepelová, joueuse de tennis slovaque.
- 1994 :
  - Christian Harrison, joueur de tennis américain.
- 1995 :
  - Kay Felder, basketteur américain.
  - Nicolas Pépé, footballeur franco--ivoirien. (1 sélection avec l'équipe de Côte d'Ivoire).
- 1996 :
  - Julien Dacosta, footballeur français.
  - Halvor Egner Granerud, sauteur à ski norvégien.
  - Lim Hyo-jun, patineur de vitesse sur piste courte sud-coréen. Champion olympique du 1 500 m aux Jeux de Pyeongchang 2018.
  - Stanley Johnson, basketteur américain.
- 1997 :
  - Sandy Dujardin, cycliste sur route français.
  - Amélie Sancenot, archère française. Médaillée d'argent en double mixte aux Mondiaux de tir à l'arc 2015.
- 1998 :
  - Clément Champoussin, cycliste sur route français.
  - Markelle Fultz, basketteur américain.
- 1999 :
  - Jean-Baptiste Gros, joueur de rugby à XV français. Champion du monde junior de rugby à XV 2018 et 2019.
  - Vitaliy Mykolenko, footballeur ukrainien.
- 2000 :
  - Yuan Sijun, joueur de snooker chinois.

### XXIesiècle
- 2001 :
  - Julie Dufour, footballeuse française. (3 sélections en équipe de France).
  - Corentin Sellier, hockeyeur sur gazon français.
- 2002 :
  - Kajetan Szmyt, footballeur polonais.
  - Theo Ntamack, rugbyman français.
- 2003 :
  - Quentin Rakotomalala, nageur de synchronisé français. Médaillé de bronze du solo libre aux CE de natation 2024.

## Décès

### XXesièclede1901à1950
- 1920 :
  - Carlos Deltour, 56 ans, rameur et joueur de rugby à XV français. Médaillé de bronze du deux avec barreur aux Jeux de Paris 1900. (° 8 avril 1864).
- 1939 :
  - Åke Lundeberg, 50 ans, tireur suédois. Champion olympique du cerf courant coup double à 100 m individuel et par équipes puis médaillé d'argent du cerf courant coup simple à 100 m individuel aux Jeux de Stockholm 1912. (° 14 décembre 1888).

### XXesièclede1951à2000
- 1955 :
  - René de Knyff, 89 ans, pilote de courses automobile et dirigeant sportif franco-belge. Président de la FISA de 1922 à 1946. (° 10 décembre 1865).
- 1972 :
  - Moe Berg, 70 ans, joueur de baseball puis entraîneur américain. (° 2 mars 1902).
- 1979 :
  - Gerald Tucker, 57 ans, basketteur puis entraîneur américain. Sélectionneur de l'équipe championne olympique aux Jeux de Melbourne 1956. (° 14 mai 1922).
- 1985 :
  - Gunnar Nielsen, 57 ans, athlète de demi-fond danois. Codétenteur du record du monde du 1 500 mètres du 6 septembre 1955 au 3 août 1957. (° 25 mars 1928).

### XXIesiècle
- 2005 :
  - Gé van Dijk, 81 ans, footballeur néerlandais. (2 sélections en équipe nationale). (° 15 août 1923).
  - Svatopluk Pluskal, 74 ans, footballeur et ensuite entraîneur tchécoslovaque puis tchèque. (56 sélections avec l'équipe de Tchécoslovaquie). (° 28 octobre 1930).
- 2007 :
  - Dave Balon, 69 ans, hockeyeur sur glace canadien. (° 2 août 1938).
- 2008 :
  - Luc Bourdon, 21 ans, hockeyeur sur glace canadien. (° 16 février 1987).
- 2009 :
  - Karine Ruby, 31 ans, snowboardeuse française. Championne olympique du slalom géant parallèle aux Jeux de Nagano 1998 et médaillée d'argent du slalom géant parallèle aux Jeux de Salt Lake City. Championne du monde de snowboard du slalom géant parallèle 1996, championne du monde de snowboard du cross 1997, championne du monde de snowboard du slalom géant, du cross et du slalom parallèle 2001 et championne du monde de snowboard du cross 2003. (° 4 janvier 1978).
- 2011 :
  - Bill Roycroft, 96 ans, cavalier de concours complet australien. Champion olympique par équipes aux Jeux de Rome 1960, médaillé de bronze par équipes aux Jeux de Mexico 1968 puis aux Jeux de Montréal 1976. (° 17 mars 1915).
- 2015 :
  - Henry Carr, 72 ans, athlète américain. Champion olympique du 200 mètres et du relais 4 × 400 mètres lors des Jeux d'été de 1964. (° 27 novembre 1942).
  - Tom Jones, 72 ans, pilote automobile américain. (° 26 avril 1943).
  - Guy Meynieu, 92 ans, Football puis entraîneur français. (° 16 juin 1922).
  - Bruno Pesaola, 89 ans, footballeur puis entraîneur italien. (1 sélection en équipe nationale). (° 28 juillet 1925).
- 2016 :
  - Henryk Kempny, 82 ans, footballeur polonais. (16 sélections en équipe nationale). (° 24 janvier 1934).
  - Jacky Receveur, 66 ans, footballeur français. (° 17 juillet 1949).
- 2017 :
  - Ramón Campos, 92 ans, joueur de basket-ball philippin. (° 31 janvier 1925).
  - Bogdan Dotchev, 80 ans, arbitre de football bulgare. (° 26 juin 1936).
  - Nikolay Tatarinov, 89 ans, pentathlonien soviétique. Vice-champion olympique de l'épreuve par équipes lors des Jeux d'été de 1960. (° 14 décembre 1927).
- 2019 :
  - Bayram Şit, 89 ans, lutteur turc. Champion olympique des moins de 62 kg lors des Jeux de 1952 puis vice-champion du monde de la même catégorie en 1954. (° 1930).
- 2020 :
  - Robert Eramouspé, 84 ans, joueur de rugby à XIII français. (26 sélections en équipe nationale). (° 8 septembre 1935).
- 2023 :
  - Pierre Gaudot, 95 ans, coureur cycliste français. (° 2 avril 1928).
  - Vítězslav Mácha, 75 ans, lutteur tchécoslovaquie. Champion olympique des moins de 74 kg lors des Jeux de 1972 et médaillé d'argent de la même catégorie en 1972 à Munich. (° 6 avril 1948).
  - Teppo Rastio, 89 ans, joueur de hockey sur glace finlandais. (° 15 février 1934).
- 2024 :
  - Larry Cannon, 77 ans, joueur de basket-ball. (° 12 avril 1947).
  - André Dupré, 93 ans, coureur cycliste français. (° 7 mai 1931).
  - Manfred Wolke, 81 ans, boxeur est-allemand. Champion olympique des poids welters lors des Jeux d'été de 1968. (° 14 janvier 1943).